# Myriocoleopsis fluviatilis
Espèce
Synonymes
- Cololejeunea fluviatilis Stephani[2]

Statut de conservation UICN

 VU B1+2c : Vulnérable
Myriocoleopsis fluviatilis est une espèce d'hépatiques du genre Myriocoleopsis de la famille des Lejeuneaceae.